# St. Simons
|  | Dieser Artikel wurde aufgrund von inhaltlichen Mängeln auf der Qualitätssicherungsseite des Projektes USA eingetragen. Hilf mit, die Qualität dieses Artikels auf ein akzeptables Niveau zu bringen, und beteilige dich an der Diskussion! Eine nähere Beschreibung der zu behebenden Mängel fehlt. |

St. Simons ist eine Ansiedlung und ein Census-designated place auf St. Simons Island in Glynn County, Georgia, Vereinigte Staaten. Es ist Teil der Brunswick Metropolitan Statistical Area und hatte beim Zensus 2000 13.381 Einwohner. Der CDP hat eine Fläche von 45,3 km².
Auf der Insel liegt das Fort Frederica National Monument mit der Ruine des gleichnamigen Forts aus der britischen Zeit der Province of Georgia.